# Domorodački narodi
Domorodački narodi, starosjedilački narodi ili autohtoni narodi etničke su skupine koje su izvorni stanovnici određenoga područja, za razliku od skupina koje su naknadno naseljavale, okupirale ili kolonizirale prostor. 
Etničke skupine obično se opisuju kao domorodačke kada održavaju tradiciju ili druge aspekte rane kulture koja je povezana s određenim područjem. Nemaju svi domorodački narodi posebne karakteristike, ponekad su se usvojili elemente kolonizacijske kulture, kao što su: odjeća, religija ili jezik. Starosjedilački narodi mogu se naseliti u određenoj regiji (sjedilački način života) ili imaju nomadski stil života na velikom teritoriju, ali su općenito povijesno povezani s određenim područjem o kojem ovise. Domorodačka društva nalaze se u svakoj naseljenoj klimatskoj zoni i na svim kontinentima svijeta.
Budući da se domorodačko stanovništvo često suočava s prijetnjama svome suverenitetu, ekonomskom blagostanju i pristupu sredstvima o kojima ovisi njihova kultura, u sklopu međunarodnoga prava međunarodne organizacije kao što su: Ujedinjeni narodi, Međunarodna organizacija rada i Svjetska banka. objavili su Deklaraciju o pravima domorodačkih naroda (UNDRIP) kao što su: kultura, identitet, jezik i pristup zapošljavanju, zdravstvu, obrazovanju i prirodnim resursima. Procjene su da ukupna populacija domorodačkih naroda iznosi između 220 milijuna i 350 milijuna ljudi. 
Međunarodni dan domorodačkih naroda svijeta obilježava se 9. kolovoza svake godine.